# Patrologia Graeca

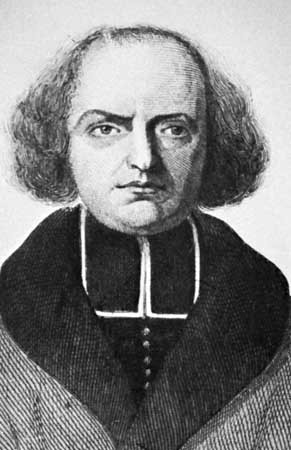
Jacques-Paul Migne.

La Patrologia Graeca o Patrología griega, de título entero Patrologiae Cursus Completus, Series Graeca, es una colección de textos escritos en griego por los padres de la Iglesia, editados en 161 volúmenes más un índice adicional, entre 1857 y 1866 por Jacques Paul Migne.

## Historia, composición y estructura
Valiéndose en parte de los trabajos previos del padre Andrea Gallandi, incluye autores clasificados tanto como Padres Orientales, como aquellos occidentales que escribieron antes que el latín se convirtiera en la lengua predominante en Occidente en el siglo III, como por ejemplo los escritos conocidos colectivamente como los Padres Apostólicos, como las Epístolas de Clemente y el Pastor de Hermas, Eusebio, Orígenes y los Padres Capadocios como Basilio el Grande, Gregorio de Nacianzo y Gregorio de Nisa.
Los textos se presentan generalmente con una traducción sinóptica en latín, habitualmente moderno. Los 161 volúmenes se dividen en 166 tomos (los volúmenes 16 y 87 en tres partes y el volumen 86 en dos). Un volumen final nunca fue publicado y los moldes de impresión fueron destruidos en un incendio en 1868 en la imprenta donde se trabajaba en ellos.
Al igual que con la Patrologia Latina, los autores se presentan en orden cronológico, desde los escritores más tempranos hasta la caída de Constantinopla.
En las referencias bibliográficas donde se hace mención a la Patrologia graeca como fuente, esta suele abreviarse como PG o MG.
Por ejemplo: «PG 10,1572B-1602A» significa Patrología graeca, volumen 10, desde la página 1572 (columna B) hasta la página 1602 (columna A).

## Índice de volúmenes y autores
| Volúmenes  | Autores |
| ---------- | --- |
| PRE-NICEA  | |
| 1          | Clemente de Roma |
| 2          | Clemente de Roma, Epístola de Bernabé, Hermas, Epístola a Diogneto, Testamentos anónimos de los Doce Patriarcas |
| 3–4        | Pseudo Dionisio Areopagita (siglos V–VI), comentario de Máximo el Confesor (siglo VII) sobre Pseudo Dionisio, comentario de Jorge Paquimeres (siglo XIV) sobre Pseudo Dionisio |
| 5          | Ignacio de Antioquía, Policarpo, Melitón de Sardes, Papías, Apolonio de Éfeso, etc. |
| 6          | Justino Mártir, Taciano, Atenágoras de Atenas, Teófilo de Antioquía, Hermias filósofo |
| 7          | Ireneo |
| 8–9        | Clemente de Alejandría |
| 10         | Gregorio Taumaturgo, Papa Ceferino, Sexto Julio Africano, Papa Urbano I, Hipólito de Roma, Teognosto de Alejandría, etc. |
| 11–17      | Orígenes |
| 18         | Metodio de Olimpia, Alejandro de Licópolis, Pedro de Alejandría, Teodoro de Mopsuestia, etc. |
| SIGLO IV   | |
| 19–24      | Eusebio de Cesarea |
| 25–28      | Atanasio |
| 29–32      | Basilio el Grande |
| 33         | Cirilo de Jerusalén, Apolinar de Laodicea, Diodoro de Tarso, Pedro II obispo de Alejandría, Timoteo obispo de Alejandría, Isaac el ex-Judío |
| 34         | Macario de Egipto y Macario de Alejandría |
| 35–37      | Gregorio de Nacianzo, Basilio (el Menor) obispo de Caesarea (siglo X) |
| 38         | Gregorio de Nacianzo, Cesáreo |
| 39         | Dídimo el Ciego, Amphilochius Iconiensis, Nectario |
| 40         | Padres Egipcios: San Antonio Abad, Pacomio, Serapión (obispo de Thmuis), Isaías Abad, Orsisio, Teodoro Abad. Otros: Asterio (obispo de Amasea), Nemesius, Jerónimo Teólogo Griego, Serapión de Antioquía, Filón (obispo de Karpasia), Evagrio Póntico |
| 41–42      | Epifanio |
| 43         | Epifanio, Nono de Panópolis |
| 44–46      | Gregorio de Nisa |
| SIGLO V    | |
| 47–64      | Juan Crisóstomo |
| 65         | Severiano de Gabala, Teófilo de Alejandría, Paladio obispo de Helenópolis, Filostorgio, Arzobispo Ático de Constantinopla, Proclo de Constantinopla, Arzobispo Flaviano de Constantinopla, Marcos Eremita, Marcos Diádoco, Marcos Diácono |
| 66         | Teodoro de Mopsuestia, Sinesio, Arsenio el Grande |
| 67         | Sócrates Escolástico y Sozomeno |
| 68–76      | Cirilo de Alejandría |
| 77         | Cirilo de Alejandría, Teodoto de Ancira, Pablo obispo de Emesa, Acacio de Beroea, Juan I de Antioquía, Memnón obispo de Éfeso, Acacio obispo de Melitene, Rabbulas obispo de Edessa, Firmo obispo de Caesarea, Anfiloquio de Sida |
| 78         | Isidoro de Pelusio |
| 79         | Nilo de Sinaí |
| 80–84      | Teodoreto de Ciro |
| 85         | Basilio de Seleucia, Eutalio diácono de Alejandría, Juan de Karpatos, Eneas de Gaza, Zacarías Retor obispo de Mitilene, Gelasio de Cícico, Teótimo, Amonio, Andreas obispo de Samósata, Genadio de Constantinopla, Cándido, Antípater de Bostra, Dalmacio obispo de Cícico, Timoteo obispo de Berytus, Eustacio obispo de Berytus |
| SIGLO VI   | |
| 86a        | Presbítero Timoteo de Constantinopla, Joannes Maxentius, Teodoro Lector, Procopio Díacono de Tyre, Teodoro obispo de Scythopolis, Presbítero Timoteo de Jerusalén, Teodosio I de Alejandría, Eusebio de Alejandría, Eusebio de Emesa, Gregencio de Tafar, Patriarca Epifanio de Constantinopla, Isaac de Nínive, Barsanufio de Palestina, Eustacio monje, Emperador Justiniano, Agapeto Diácono, Leoncio Bizantino |
| 86b        | Leoncio Bizantino (continuación), Patriarca Efraín de Antioquía, Pablo Silenciario, Patriarca Eutiquio de Constantinopla, Evagrio Escolástico, Eulogio de Alejandría, Simeón Estilita el Joven, Patriarca Zacarías de Jerusalén, Patriarca Modesto de Jerusalén, Anónimo sobre el sitio de Jerusalén por los persas, Jobio, Erechthius obispo de Antioquía en Pisidia, Pedro obispo de Laodicea |
| SIGLO VII  | |
| 87a–87b    | Procopio de Gaza |
| 87c        | Procopio de Gaza, Juan Mosco, Sofronio, Alejandro monje |
| 88         | Cosmas Indicopleustes, Constantino Diácono, Juan Clímaco, Agatías de Mirina, Gregorio obispo de Antioquía, Joannes Jejunator (Patriarca Juan IV de Constantinopla), Doroteo el Archimandrita |
| 89         | Anastasio Sinaíta, Anastasio de Antioquía, Anastasio Abad de Eutimio, Anastasio IV Patriarca de Antioquía, Antíoco de Sabe |
| 90         | Máximo Abad |
| 91         | Máximo el Confesor, Talasio Abad, Teodoro de Raithu |
| 92         | Chronicon Paschale, Jorge de Pisidia |
| 93         | Olympiodorus diácono de Alejandría, Hesiquio de Sinaí, Leoncio obispo de Neápolis en Chipre, Leoncio de Damasco |
| SIGLO VIII | |
| 94–95      | Juan de Damasco |
| 96         | Juan de Damasco, Juan de Nicea, Patriarca Juan VI de Constantinopla, Juan de Eubea |
| 97         | Juan Malalas (siglo VI), Andrés de Creta, Elías de Creta y Teodoro Abucara |
| 98         | Patriarca Germano I de Constantinopla, Cosmas de Jerusalén, San Gregorio II obispo de Agrigento, Anónimo Becuciano, Pantaleón diácono de Constantinopla, Adrián monje, Diácono Epifanio de Catania, Pacomio el Monje, Filoteo el Monje, Patriarca Tarasios de Constantinopla |
| 99         | Teodoro de Studion |
| SIGLO IX   | |
| 100        | Patriarca Nicéforo I de Constantinopla, Estéfano diácono de Constantinopla, Gregorio de Decápolis, Patriarca Cristóbal I de Alejandría, Patriarca Metodio de Constantinopla |
| 101–103    | Focio de Constantinopla |
| 104        | Focio de Constantinopla, Pedro Sículo, Pedro obispo de Argos, Bartolomeo de Edesa |
| 105        | Nicetas ('David') de Paflagonia, Nicetas Byzantius, Teognosto monje, Anónimo, José Himnógrafo |
| SIGLO X    | |
| 106        | Joseppus, Nicéforo el Filósofo, Andreas de Cesarea (Capadocia), Aretas de Cesarea en Capadocia, Joannes Geometres, Cosmas Vestitor, León el Patricio, Atanasio obispo de Corinto, pequeñas obras anónimas griegas |
| 107        | Emperador León VI el Sabio |
| 108        | Teófanes Abad y Confesor, Autor desconocido, León Gramático, Anastasio el Historiador y Bibliotecario de la Iglesia |
| 109        | Scriptores post Theophanem (Theophanes Continuatus) (edición de Combefisius) |
| 110        | Jorge el Monje |
| 111        | Patriarca Nicolás de Constantinopla, Basilio obispo de Neai Patrai, Basilio (el Menor) obispo de Cesarea, Gregorio presbítero de Cesarea, José Genesio, Moisés hijo de Cefa en Siria, Theodorus Daphnopata, Nicéforo presbítero de Constantinopla, Patriarca Eutiquio de Alejandría, Jorge el Monje |
| 112        | Constantino Porfirogéneta |
| 113        | Constantino Porfirogéneta (De Thematibus Orientis et Occidentis Libri Duo, Liber de Adminstrando Imperio, Delectus Legum Compendiarius Leonis et Constantini, Constantini Porphyrogeniti Novelle Constitutiones, Excerpta de Legationibus), Nicón monje en Creta, Teodosio Diácono |
| 114–116    | Simón Metafraste |
| 117        | Emperador Basilio II, Emperador Nicéforo II, León el Diácono, Hipólito de Tebas, Joannes Georgides monje, Ignacio el Diácono, Nilo el Eparca, Cristóforo Protoasecretis, Miguel Hamartolus, Anónimo, Suidas |
| 118        | Ecumenio obispo de Trikka |
| 119        | Ecumenio obispo de Trikka, varios autores (patriarcas, obispos, otros) sobre Jus Canonicum Græco-Romanum |
| SIGLO XI   | |
| 120        | Anónimo sobre la Vida de Nilo el Joven, Teodoro obispo de Iconium, León Presbítero, León Gramático, Juan Presbítero, monje Epifanio de Jerusalén, Patriarca Alejo de Constantinopla, Demetrio Syncellus obispo de Cícico, Nicetas Chartophylax de Nicea, Patriarca Miguel Cerulario de Constantinopla, Samonas obispo de Gaza, León de Ochrid Arzobispo de Bulgaria, Nicetas Pectoratus (Stethatos) presbítero y monje del monasterio de Studion, Joannes obispo de Euchaita, Patriarca Juan Sifilino de Constantinopla, Juan diácono de Constantinopla, Simeón el Joven    |
| 121–122    | Jorge Cedreno |
| 123–126    | Theophylactus Bulgarias |
| SIGLO XII  | (El volumen 127 en realidad abarca los siglos XI y XII aprox.) |
| 127        | Nicéforo Brienio, Constantino Manasés, Patriarca Nicolás III de Constantinopla, Luce VII Abad de Grottaferrata, Nicón monje en Raithu, Anastasio Arzobispo de Caesarea, Nicetas Serronius, Jacobus monje en Coccinobaphi, Philippus Solitarius, Job monje, Petrus Chrysolanus Mediolanensis Archiepiscopus, Irene Augusta, Emperador Nicéforo III Botaniates, Nicetas de Sida |
| 128–130    | Eutimio Zigabeno |
| 131        | Eutimio Zigabeno, Anna Comnena Porphyrogenita Cæsarissa |
| 132        | Theophanes Kerameus, Nilus Doxapatris, Juan obispo de Antioquía, Emperador Juan II Comneno, Isaac Catholicus Magnæ Armeniæ |
| 133        | Arsenio monje en Monasterio de Filoteo, Alexio Aristeno, Patriarca Lucas Chrysoberges de Constantinopla, Teoriano Filósofo, Juan Cinnamo, Manuel Comneno, Emperador Alejo I Comneno, Emperador Andrónico Comneno, Teodoro Pródromo |
| 134        | Juan Zonaras |
| 135        | Juan Zonaras, Patriarca Georgius Xiphilinus de Constantinopla, Emperador Isaac II Ángelo, Neophytus Presbyter, Joannes Chilas metropolitano de Éfeso, Nicolaus metropolitano de Methone, Eustacio de Tesalónica |
| 136        | Eustacio de Tesalónica, Antonius Melissa |
| SIGLO XIII | |
| 137–138    | Theodorus Balsamon |
| 139        | Isidoro metropolitano de Tesalónica, Nicetas de Maroneia metropolitano de Tesalónica, Juan obispo de Citrus (Pidna), Patriarca Marcos de Alejandría, Joel el Conógrafo, Nicetas Choniates |
| 140        | Nicetas Choniates, Anónimo griego, Miguel Coniates Arzobispo de Atenas, Teodoro obispo de Alania, Teodoro obispo de (S)Andide, Manuel Magno Retor de Constantinopla, Pantaleón diácono de Constantinopla, Patriarca Manuel I de Constantinopla, Patriarca Germanus II de Constantinopla, Michael Chumnus metropolitano de Tesalónica, Emperador Teodoro I Láscaris, Metodio monje, Patriarca Nicéforo II de Constantinopla, Constantino Acropolita, Arsenio Autoriano (Patriarca Arsenio I de Constantinopla), Jorge Acropolita, Nicephorus Chumnus, Alejandro IV, Sixto IV |
| 141        | Joannes Veccus, Constantine Meliteniotes, Georgius Metochita |
| 142        | Georgius Cyprus, Patriarca Atanasio I de Constantinopla, Nicéforo Blemmidas |
| SIGLO XIV  | |
| 143        | Ephraemius Chronographus, Teolepto metropolitano de Filadelfia, Jorge Paquimeres |
| 144        | George Pachymeres, Teodoro Metoquites, Mateo Blastares |
| 145        | Mateo Blastares, Teódulo monje alias Thomas Magister, Nicephorus Callistus Xanthopoulos |
| 146        | Nicephorus Callistus Xanthopoulos |
| 147        | Nicephorus Callistus Xanthopoulos, Callistus e Ignatius Xanthopuli monjes, Patriarca Callistus de Constantinopla, Callistus Telicoudes, Callistus Cataphugiota, Nicephorus monje, Maximus Planudes |
| 148        | Nicéforo Grégoras |
| 149        | Nicéforo Grégoras, Nilus Cabasilas metropolitano de Tesalónica, Teodoro de Melitene Magnæ Ecclesiæ Sakellarios, Georgius Lapitha el Chipriota |
| 150        | Constantine Harmenopulus, Macarius Chrysocephalus metropolitano de Filadelfia, Joannes Caleca, Theophanes Arzobispo de Nicea, Nicolás Cabasilas, Gregorio Palamás |
| 151        | Gregorio Palamás, Gregorius Acindynus, Barlaam de Seminara (Calabria) |
| 152        | Manuel Calecas, Joannes Cyparissiotes, Emperador Mateo Cantacuceno, cánones sinódicos y patriarcales y legislaciones de varios patriarcas de Constantinopla (Joannes Glycys (o Glycas), Isaías, Joannes Caleca, Isidoro, Callistus, Filoteo) |
| 153        | Juan Cantacuceno |
| 154        | Juan Cantacuceno, Filoteo Arzobispo de Selymbria, Demetrius Cydones, Maximus Chrysoberges monje |
| SIGLO XV   | |
| 155        | Simeón Arzobispo de Tesalónica |
| 156        | Manuel Crisoloras, Joannes Cananus, Manuel II Paleólogo, Joannes Anagnosta, Jorge Frantzés |
| 157        | Georgius Codinus Curopalates, Ducas el historiador |
| 158        | Michael Glycas, Joannes diácono de Adrianópolis, Isaías de Chipre, Hilarión monje, Juan Argyropoulos, Patriarca José II de Constantinopla, Job monje, Bartholomæus de Jano Ord. Minorum, Nicolaus Barbarus Patricius Venetus, Anónimo sobre la vida de Mehmed II |
| 159        | Laonicus Chalcondyles de Atenas, Leonardus Chiensis Arzobispo de Mitilene, Isidoro de Tesalónica, Josefo obispo de Methone |
| 160        | Patriarca Gregorio III Mammas de Constantinopla, Patriarca Gennadios II de Constantinopla, Georgius Gemistus Plethon, Matthæus Camariota, Marcos Eugénico metropolitano de Éfeso, el papa Nicolás V |
| 161        | Besarión, Jorge de Trebisonda, Constantino Lascaris, Teodoro Gaza, Andrónico Calixto |